# 小行星29565
小行星29565（29565 Glenngould）是一颗绕太阳运转的小行星，为主小行星带小行星。该小行星于1998年3月17日发现。

## 轨道参数
小行星29565的轨道半长轴为3.0196244 UA，离心率为0.229。